# 瓦特堡县
瓦特堡县（德語：Wartburgkreis）是德国图林根州西部的一个县，得名于瓦特堡，县治巴特萨尔聪根。
瓦特堡县与温斯特鲁特-海尼希县、哥达县、施马卡尔登-迈宁根县相邻，西邊是黑森州。爱森纳赫由西向东嵌入瓦特堡州的北部。